# 尼尔斯·阿贝尔
尼尔斯·亨里克·阿贝尔（挪威語：Niels Henrik Abel，挪威語：[ˈɑ̀ːbl̩]；1802年8月5日—1829年4月6日），挪威數學家，開啟許多領域的研究，以證明懸疑250年的五次方程的根式解的不可能性和对椭圆函数的研究中提出阿貝爾方程式而聞名。
阿贝尔就读于奥斯陆大学。1825年得到政府资助，游学柏林和巴黎。儘管阿贝尔成就極高，生前却不得志，無法獲得教席以專心研究，最後因過度貧窮染上肺结核逝世於挪威的弗羅蘭。死後兩天，來自柏林的聘書才寄到家中。跟同樣早逝的伽羅華一同被奉為群論的先驅。现代有以他名字命名的阿贝尔奖。
法國數學家夏爾·埃爾米特称赞阿贝尔说：「阿貝爾留下的东西，足够讓數學家們忙上五百年。」另一法國數學家阿德里安-馬里·勒讓德说：「這挪威青年的頭腦實在不簡單啊！」

## 生平

### 早年
西元1802年8月5日，阿貝爾生於挪威的內兹特蘭，是家中的次子。出生時，阿貝爾家住在芬島的一間神父寓所，有資料顯示，西元1802年七八月，其父母作客於內兹特蘭一位執達吏，而他出生於芬島附近的教區。
阿貝爾家族原先居住在什列斯威，在十七世紀才搬遷至挪威。阿貝爾的父親索倫·格奧爾格·阿貝爾、祖父漢斯·馬蒂亞斯·阿貝爾都是牧師。漢斯·馬蒂亞斯·阿貝爾服務於芬島附近的里瑟爾，過世於1804年。索倫·格奧爾格·阿貝爾成長於耶爾斯塔，並於芬島取得神學與哲學學位，之後服務於芬島，直到1804年漢斯·馬蒂亞斯·阿貝爾過世，他被指派為里瑟爾的牧師，才舉家搬遷回耶爾斯塔。

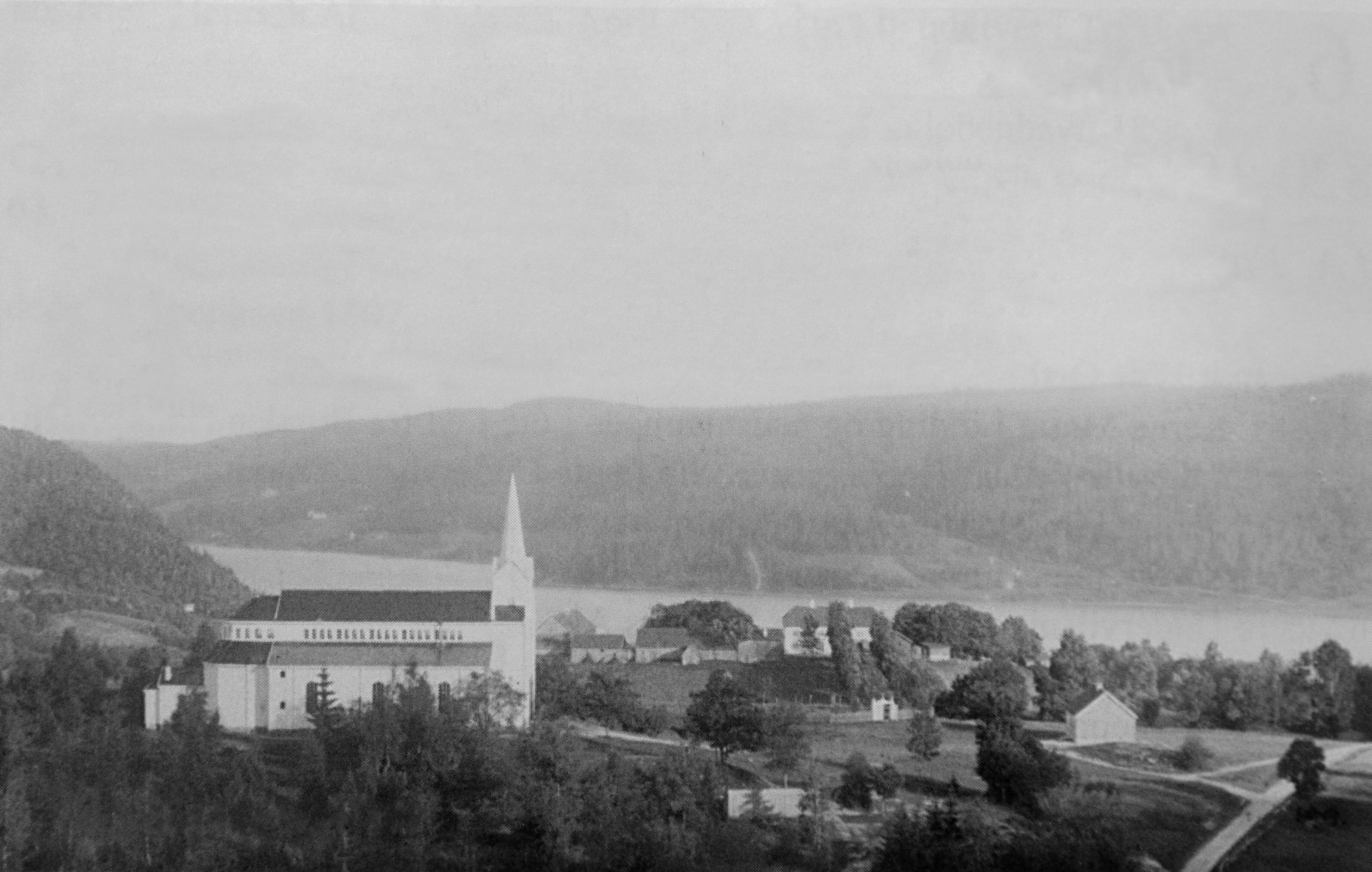
名信片上的耶爾斯塔教堂和教區，約1890–1895年。教區的主要建築與阿貝爾時代相同。

其外祖父尼爾斯·亨里克·薩克席爾是富商並擁有專用商船，據傳當時是里瑟爾首富，在生阿貝爾母親安妮·瑪麗·西蒙森之後又取兩任太太，故安妮·瑪麗·西蒙森成長於相當富有的家庭，並由兩位繼母照顧，青年時則由父親、叔叔們擔任老師以手寫書教導學業。有趣的是，它的數學課本的加法表上寫著: 1+0=0。

### 求學生涯
挪威於1814年獨立，同年舉行選舉，索倫·格奧爾格·阿貝爾被選為挪威議會的議員。而議會開會地點選在於奧斯陸主教堂學校的大廳，於是索倫·格奧爾格·阿貝爾打算將長子漢斯·馬蒂亞斯送入該校就讀，但因漢斯不願離開父母，故改由尼尔斯·阿贝尔入學。
1815年，十三歲的尼尔斯·阿贝尔正式入學，隔年，漢斯也被送來了，並與阿贝尔同班、同寢室。起初，漢斯成績較優，直到1818年，新的數學老師Bernt Michael Holmboe改變了阿貝爾的一生。在批閱學生的回家作業中，他發覺阿貝爾的數學天分無與倫比，不但鼓勵阿貝爾繼續研讀高等數學，並於課後免費指導阿貝爾。
1818年，索倫‧阿貝爾與神學家Stener Johannes Stenersen展開一場關於Stenersen於1806年著作的教義問答的神學爭論，並且被媒體廣泛報導。於是，索倫贏得了一個稱號－阿貝爾辯論(挪威文: Abel Spandabel)。尼爾斯‧阿貝爾對此表示：「這真是天大的慶典」。同時，索倫‧阿貝爾又因侮辱挪威制憲大會主持人卡斯滕·安克而遭到彈劾。於是，1818年九月索倫結束其政治生涯並搬回耶爾斯塔，兩年後，他死於飲酒過量，享年48歲。
1821年，阿貝爾進入奧斯陸大學就讀時，就已是在挪威小有名氣的數學家。而由於經濟能力不佳，Bernt Michael Holmboe提供他獎學金並向朋友募款籌錢資助他。但阿貝爾此時已熟讀學校圖書館最新的數學文獻，老師難以提供知識給他。此時，阿貝爾開始研究困擾數學家兩百五十年的問題—一元五次方程式求根公式解。並且將證明寄到北歐當時數學相對成熟的克里斯欽自由城，審查的瑟倫·拉斯穆森教授與克里斯托弗‧漢斯坦教授無法找出錯誤，但半信半疑，於是轉寄到哥本哈根給北歐數學第一把交椅—費迪南德‧戴根。他也找不出任何錯誤，但不相信一個遠在克里斯欽自由城的學生有能力解決此擊倒無數傑出數學家的難題，戴根在回信中要求阿貝爾給予幾個範例解釋其證明，並加註：阿貝爾如此聰明的頭腦不應浪費在此「無縫」的難題，並建議阿貝爾鑽研橢圓函數及超越數等新興的領域，戴根並寫道：「你會找到通往廣闊的分析學海洋的麥哲倫海峽。」
阿貝爾在計算範例時，發現了其證明的嚴重錯誤。1822年，阿貝爾從奧斯陸大學畢業，其在校表現平平，但數學方面十分突出。

### 職業生涯

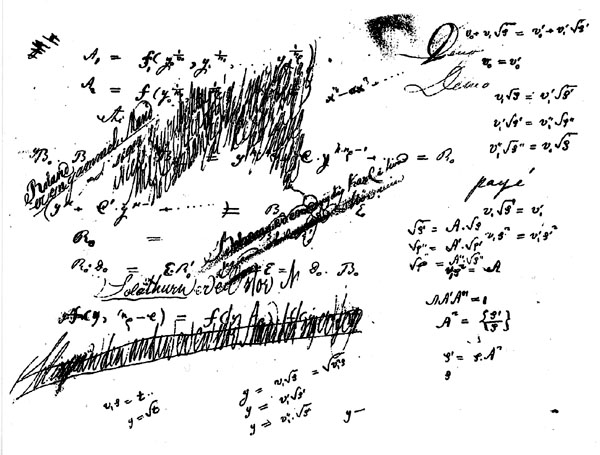
阿貝爾筆記本上的一頁

大學畢業之後，奧斯陸大學教授仍然給予阿貝爾經濟援助，克里斯托弗·荷斯坦教授甚至讓阿貝爾住在他家的閣樓，阿貝爾因此視荷斯坦夫人他第二個母親。此時期，阿貝爾幫助弟弟皮德通過挪威的國家藝術考試，也幫妹妹伊沙貝斯在城裡找到工作。
1823年初，阿貝爾第一篇文章發表在挪威最早創始的期刊"自然科學期刊"，正好荷斯坦教授也是該期刊的創始人之一。阿貝爾接著在自然科學期刊發表幾篇文章，但期刊的編輯逐漸認為阿貝爾的文章過於艱澀，與該期刊傳播科學於大眾的導向相左。同年，阿貝爾以法文寫成論文"積分所有微分公式的可能性的廣義表徵"(挪威文: en alminnelig Fremstilling af Muligheten at integrere alle mulige Differential-Formler)。他向哥廷根大學申請資金以發表該論文，但文章在審查的過程中不慎遺失，往後也沒被找到。
1823年中，拉斯穆森(Rasmussen)教授提供阿貝爾 100 挪威泰勒的獎學金去哥本哈根拜訪戴根及其他優秀數學家。在哥本哈根，阿貝爾對費馬最後定理做了些研究，阿貝爾叔叔Peder Mandrup Tuxen當時住在位於哥本哈根的軍港克里斯蒂安，阿貝爾在這段時間認識他的未婚妻克里斯蒂娜·肯普。

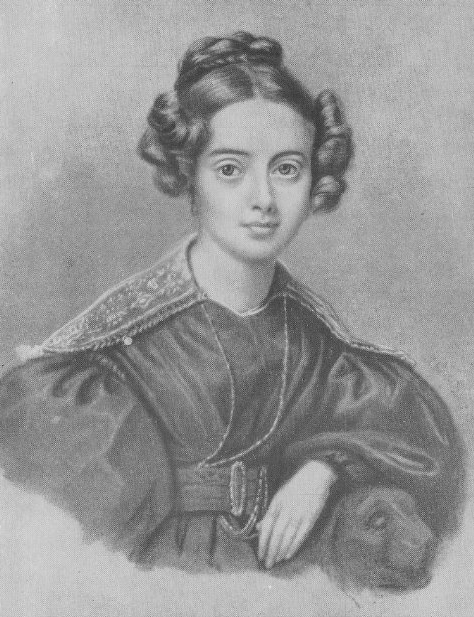
克里斯蒂娜·肯普

1824年，克里斯蒂娜搬到挪威的索恩，該年的聖誕節，兩人完成訂婚，而這段時間，克里斯蒂娜的職業是當地一名有錢人的家庭女教師。
回到挪威之後，阿貝爾打算到法國和德國與一流的數學家學習，於是向政府申請獎學金。起初，政府只給他一年 200 挪威泰勒，共兩年的獎學金讓它留在克里斯蒂學習法文和德文。兩年後，阿貝爾才獲得每年 600 挪威泰勒的獎學金，並且政府答應將來允許他出國深造。在學習法文和德文的這段時間，阿貝爾以法文發表它的第一個著名的工作：一般一元五次方程式無公式解的代數方程證明，現在該定理稱為阿貝爾-魯菲尼定理。然而，因為阿貝爾經濟條件不佳，無法支付昂貴的大量影印費用，故該文只有精簡的六頁，讀起來艱澀難懂。此外，阿貝爾曾將它寄給高斯，但也遭高斯棄置一旁。直到1826年，阿貝爾才在克雷勒雜誌的第一期發表其完整的證明。
1825年，阿貝爾寫信給挪威國王卡爾三世·約翰，希望能出國學習數學，國王允許他的請求。九月，克里斯蒂娜獨自留在挪威，阿貝爾和四位大學同學一同出國，四位同學分別是克里斯琴P.B 部克、巴爾薩澤 M. 克來哈、尼古拉 B. 穆勒和奧托坦克，一行人到哥本哈根後便分道揚鑣，他們要去柏林或阿爾卑斯山研究地理。阿貝爾原先申請獎學金時預定要前往哥廷根拜會卡爾·弗里德里希·高斯，但他臨時決定和同學一起去柏林，之後再去哥廷根和巴黎。
在前往柏林的途中，阿貝爾經過阿爾托納，現今隸屬於漢堡市，拜訪天文学家海因里希·克里斯蒂安·舒馬赫。接著，阿貝爾在柏林停留四個月，其間結識數學家奧古斯都·利奧波德·克雷勒，克雷勒此時正在創辦期刊Journal für die reine und angewandte Mathematik，提供阿貝爾發表研究成果一個很好的舞台，阿貝爾遂大量投稿於該期刊，期刊的第一年阿貝爾即提供七篇文章，大大提升該期刊的品質，直到今天該期刊仍持續發行。
離開柏林後，阿貝爾與同伴往阿爾卑斯山方向前進，分別至莱比锡與弗赖贝格拜訪卡爾·弗里德里希·瑙曼與其弟奧古斯特·瑙曼，阿貝爾在弗萊貝格做一些關於橢圓函數與雙曲函數的研究，以及阿貝爾函數。
接著，阿貝爾先後到達德累斯頓、布拉格、維也納、第里雅斯特、威尼斯、维罗纳、博尔扎诺、因斯布鲁克、盧塞恩以及巴塞爾。1826年六月，阿貝爾與同伴分別，獨自從巴塞爾前往巴黎。在巴黎，當時居住於此的挪威畫家 Johan Görbitz 幫阿貝爾找到一間公寓，讓他可以繼續從事其代數微分可加性定理的研究。誠如前述，阿貝爾將其一生大部分的文章投在克雷勒創辦的雜誌《纯数学和应用数学期刊》（Journal für die reine und angewandte Mathematik），但他於1826年十月完成一生最重要的工作——代數微分的可加性定理後，將它交給法國科學院。但由於阿貝爾的工作幾乎不為人知，而且阿貝爾的個性謙虛，不會四處宣揚他的發現，負責審查該論文的數學家奧古斯丁·路易·柯西將之視為天方夜譚，並擱置在一旁，直到阿貝爾死後才有人回去科學院找出它。
西元1827年1月，阿貝爾再也負擔不起昂貴的旅費，他回到柏林，短暫地擔任過克雷勒的雜誌《纯数学和应用数学期刊》的編輯，四個月後又辭職，回到挪威。
阿貝爾的旅途實質上並未為他帶來幫助，他在哥廷根沒有見到高斯，也沒有在巴黎發表任何文章。政府因此停止提供阿貝爾獎學金，他只好向挪威銀行貸款 200 挪威泰勒應急，但至死不曾償還。同時他開始擔任家教賺取生活費，並且將他大部分的文章投到克雷勒的雜誌。1828年中，他將其一份重要的橢圓函數論論文投到天文學通報(當時該報社位於阿爾托納區，後來先後遷到基爾、柏林)，以和卡爾·雅可比競爭橢圓函數論領域的領導地位。

### 死因
在巴黎期间 ，阿贝尔曾染上肺結核，長期的旅行加劇了他的病情。1828年圣诞节，他滑著雪橇到弗羅蘭拜访他的未婚妻克里斯蒂娜，兩人一起享受假期的歡愉使其病情稍有缓解。在此同时，克雷勒已为阿贝尔爭取到柏林大学的教授职位。克雷勒写信告诉阿贝尔这个好消息，但信件送達時已太遲了，两天前，1829年4月6日，阿贝尔已經病逝。

## 数学成就
16歲時，阿贝尔证明了二项式定理对所有的数字成立，扩展了欧拉的研究：只对有理数成立。19岁时，他发现没有一般的代数五次方程的根的解决方案。为了要做到这一点，他发明（和伽罗瓦各自獨立發明）极其重要的理论：群论 。除此之外，阿贝尔對橢圓積分理論基礎很有貢獻，並且研究部分的橢圓函數、超橢圓函數，以及另外一類後來以他名字命名的阿貝爾函數，並写了直到他去世后才被世人发现的椭圆函数的巨著。當阿貝爾在巴黎時，他發表了一篇論文，提出橢圓函數具有雙週期的特性，阿德里安-馬里·勒壤得將該文交給柯西，並引用羅馬詩人賀拉斯的話，說該文乃是一個「比青銅還不朽的里程碑」。然而，柯西仍然不曾把它當一回事。 
阿贝尔曾谈及高斯的简洁的写作风格，“他是像狐狸用尾巴抹去它的踪迹”，就如高斯自己说的：“建筑完成就要拆除脚手架。」

## 主要贡献和研究成果
- 椭圆函数
- 阿贝尔积分理论
- 阿贝尔定理
- 阿贝尔群
- 阿贝尔判别法